# Nils-Joel Englund
Nils-Joel Englund   (Överluleå church parish, 9 d'abril de 1907 - 22 de juny de 1995) va ser un esquiador de fons suec que va competir durant la dècada de 1930.
El 1936 va prendre part en els Jocs Olímpics de Garmisch-Partenkirchen, on guanyà la medalla de bronze en la prova dels 50 quilòmetres del programa d'esquí de fons.
En el seu palmarès també destaquen sis medalles al Campionat del Món d'esquí nòrdic, tres d'or, una de plata i dues de bronze entre les edicions de 1933 i 1935. En retirar-se exercí d'entrenador de l'equip suís durant dos anys.